# Barbara de Brandebourg-Kulmbach
Pour les articles homonymes, voir Barbara de Brandebourg et Brandebourg (homonymie).
Barbara de Brandebourg (en italien : Barbara di Brandeburgo), née le 30 septembre 1422 et morte le 7 novembre 1481 à Mantoue, est une princesse de la maison de Hohenzollern. Elle fut marquise de Mantoue par son mariage avec Louis III de Gonzague.

## Biographie
Fille aînée de Jean de Brandebourg (1406-1464) et de son épouse Barbara (1405–1465), fille du duc Rodolphe III de Saxe-Wittenberg, elle est issue de la dynastie des Hohenzollern qui ont obtenu la dignité électorale de Brandebourg en 1415. Son père, bien qu'il soit le fils aîné de l'électeur Frédéric Ier renonça à la succession en 1437 ; au lieu de cela, il préférait gouverner en tant que margrave (en français, marquis) de Brandebourg-Culmbach en Franconie.
Le 12 novembre 1433, Barbara, à l'âge de onze ans, épouse le marquis Louis III de Gonzague (1412–1478), fils du margrave Jean-François de Mantoue. La famille de Gonzague avait récemment acquis le titre margravial des mains de l'empereur Sigismond de Luxembourg ; le mariage avec une parente des électeurs de Brandebourg a également contribue à la promotion de la dynastie. Les idéaux de la Renaissance ont créé une nouvelle place à la femme noble : la fiancée était une femme dotée d'un haut niveau de formation, elle était très érudite et maîtrisait plusieurs langues ; à la cour de Mantoue, elle a également reçu des leçons privées par l'humaniste Victorin de Feltre.
Elle a soutenu son mari, marquis de Mantoue à partir de 1444, en ce qui concerne les affaires politiques et elle le remplaçait en son absence. Elle a favorisé le rapprochement de la maison de Gonzague aux souverains du Saint-Empire — trois de ses enfants se sont mariés avec des princes germaniques — mais également à la famille Visconti et à la curie romaine. L'artiste contemporain Andrea Mantegna lui a rendu hommage dans ses œuvres.
Ensemble Barbara et Louis ont onze enfants :
- Frédéric Ier, 3e marquis de Mantoue ;
- Francesco (1444-1483), évêque de Bressanone et de Mantoue puis cardinal ;
- Jean-François, seigneur de Sabbioneta et de Bozzolo ;
- Cécilia (NC-1474), nonne à Mantoue ;
- Susanna (1447-1481), également nonne à Mantoue ;
- Dorothée (1449-1467), épouse en 1466 Galéas Marie Sforza, fils de François Ier Sforza et futur duc de Milan ;
- Rodolphe de Castiglione, seigneur de Castiglione delle Stiviere, de Solférino, de Luzzara, Poviglio et Castel Goffredo ;
- Barbara (1455-1503), épouse Eberhard V, duc de Wurtemberg ;
- Ludovic (1458-1511), évêque de Mantoue ;
- Paolina (1464-ca 1495), épouse, en 1476, le comte Léonard de Goritz ;
- Gabrielle, épouse Corrado Fogliano.